# Sonata per a piano 1.X.1905
La Sonata per a piano 1.X.1905, JW 8/19, del compositor txec Leoš Janáček, de vegades anomenada Des del carrer, és una sonata per a piano en mi bemoll menor de dos moviments (originalment tres moviments), composta el 1905 en memòria d'un cruel atemptat contra la Universitat de Brno en el qual van matar un jove fuster i que va impactar al compositor. L'estrena va tenir lloc el 27 de gener de 1906 a la Casa Beseda de Brno, amb Ludmila Tučková al piano.

## Història
Janáček pretenia que la composició fos un homenatge a un treballador anomenat František Pavlík (1885–1905), que l'1 d'octubre de 1905 va ser colpejat amb la baioneta durant les manifestacions de suport a una universitat txeca a Brno. En l'obra, Janáček expressa la seva desaprovació per la mort violenta del jove fuster. Va començar a compondre-la immediatament després de l'incident i la va acabar el gener de 1906. Janáček també va escriure un tercer moviment, una marxa fúnebre que va retallar i cremar poc abans de la primera representació pública de la peça el 1906. Tampoc va quedar satisfet amb la resta de la composició i més tard va llançar el manuscrit dels dos moviments restants al riu Moldava. Més tard va comentar amb pesar sobre la seva acció impulsiva: "I aquell dia va surar a l'aigua, com cignes blancs". La composició es va perdre fins al 1924 (l'any del setanta aniversari de Janáček), quan Tučková va anunciar que en posseïa una còpia. La segona representació va tenir lloc el 23 de novembre de 1924 a Praga, sota el títol 1.X.1905. Més tard, Janáček va acompanyar l'obra amb la següent inscripció:
“El marbre blanc de les escales de la Casa Beseda a Brno. El treballador František Pavlík cau, tacat de sang. Va venir només per defensar l'educació superior i ha estat assassinat per assassins cruels."
La primera edició impresa autoritzada de l'obra va ser publicada l'any 1924 pel Hudební matice de Praga.
El compositor holandès Theo Verbey en va fer una versió orquestral, que es va estrenar el 9 de maig de 2008 a Utrecht, als Països Baixos, amb la ràdio holandesa Filharmonisch Orkest dirigida per Claus Peter Flor.

## Moviments
Els dos moviments d'aquesta sonata són:
- Presentiment (Předtucha) – Con moto
- Mort (Smrt) – Adagio

## Enregistraments
- Leoš Janáček: Piano Works. Supraphon 1972. SU 3812-2 (Josef Páleníček)
- Leoš Janáček: Piano Works. Deutsche Grammophon 1972. 429 857–2 (Rudolf Firkušný)
- Leoš Janáček: Complete Piano Works. ArcoDiva. UP 0071–2132 (Jan Jiraský)
- Leoš Janáček: Piano Music Volum 1. Naxos (1996) N 8.553586 (Thomas Hlawatsch)
- Leoš Janáček: Sonata 1. X., In the Mist, On an Overgrown Path. Nonesuch (1983) 79041 (Ivan Moravec)
- Leoš Janáček: The Piano Works of Leoš Janáček. Helicon (1999) N 1204928 (Avner Arad)
- Leoš Janáček: Piano Sonata 1.X.1905, In the Mists, On the Overgrown Path. EMI (2000) 724356183926 (Leif Ove Andsnes)
- Leoš Janáček: Piano Works (Complete). Brilliant Classics (2004) 92295 (Håkon Austbø)
- Chopin & Janáček: Piano Sonatas & Mussorgsky: Pictures at an Exhibition (Festival de Salzburg 1957), Orfeo (2005), C633041B (Rudolf Firkušný)
- Leoš Janáček: Returning Paths: Solo Piano Works By Janáček and Suk. CAG (2014) 820360180828 (Ieva Jokubaviciute)
- Leoš Janáček: Piano Sonata 1.X.1905; On an Overgrown Path 1st & 2nd Series; In The Mist; A Recollection. SommCD 028 – (Charles Owen)
- Haochen Zhang plays Schumann, Liszt, Janáček i Brahms. BIS (2017) BIS-2238 7318599922386 (Haochen Zhang)